# Camille Oostwegel
Camille Léon Joseph Marie Oostwegel (Houthem-Sint Gerlach, 10 februari 1950) is een Nederlands-Limburgs horecaondernemer en kunstmecenas.

## Biografische schets en loopbaan
Camille Oostwegel stamt uit een familie die zich in 1928 vanuit Maastricht in Houthem vestigde. Zijn grootouders bouwden er de villa Casa Blanca, ontworpen door Frits Peutz in de stijl van het functionalisme, sinds 1997 een rijksmonument en nog steeds in bezit van de familie. Zijn vader was tandarts in Houthem. Hijzelf volgde van 1969-72 een opleiding aan de Katholieke Hogere Hotelschool Maastricht (thans Hotel Management School Maastricht) en begon zijn carrière bij de van oorsprong Franse hotelketen Novotel, waar hij onder andere betrokken was bij het opzetten van de eerste hotelvestigingen buiten Frankrijk.
In 1980 keerde hij terug naar Zuid-Limburg en begon in Kasteel Erenstein in Kerkrade een restaurant met vier werknemers. Daarna verwierf hij nog vier monumentale complexen, sinds 1990 ondergebracht in een holding, Camille Oostwegel Château Hotels & Restaurants.
Oostwegel is gehuwd met Judith Oostwegel. Het echtpaar heeft één zoon en twee dochters, die alle drie actief zijn in het familiebedrijf. Sinds 2016 is zijn zoon Camille Oostwegel jr. mede-directeur. In januari 2020 heeft Oostwegel sr. het bedrijf overgedragen aan zijn zoon.

## Oostwegel Collection
Het bedrijf van Oostwegel, sinds 2016 Oostwegel Collection geheten, bezit anno 2017 drie luxe hotels en een zestal restaurants in Zuid-Limburg. Deze zijn alle gevestigd in historische kastelen, hoeves en kloosters. De gebouwen bevonden zich ten tijde van de aankoop vaak in slechte staat. Oostwegel restaureerde de gebouwen en gaf ze vervolgens een nieuwe functie als horecabedrijven. De groep telde in 2015 350 werknemers; schoonmaakwerk en tuinonderhoud zijn uitbesteed aan derden.
Camille Oostwegel was/is eigenaar van:
- Kasteel Erenstein, Kerkrade: hotel-restaurant in middeleeuws kasteel en 18e-eeuwse kasteelhoeve (1980-2010; thans Fletcher Hotel Group)
- Château Neercanne, Maastricht: twee restaurants in een barokkasteel met terrastuinen (sinds 1984)
- Hotel Winselerhof, Landgraaf: hotel met twee restaurants in een Limburgse vierkantshoeve (sinds 1986)
- Château St. Gerlach, Valkenburg: hotel met twee restaurants in een voormalig adellijk klooster (sinds 1997)
- Kruisherenhotel, Maastricht: hotel en restaurant in een gotisch kloostercomplex (sinds 2005)

## Overige activiteiten, publicaties en onderscheidingen
Camille Oostwegel is sinds 1988 bestuurslid van de Stichting Monumentaal Erfgoed Limburg. Daarnaast is hij lid van de Compagnie des Mousquetaires d’Armagnac en bestuurslid van de Stichting Festival d'Artagnan. In 1997 werd hij Ridder in de Orde van Oranje Nassau. Van 2003 tot 2020 was hij ereconsul van Frankrijk In 2007 verscheen de biografie Alles moet bevochten worden van Rosalie Sprooten en John Hoenen. Drie jaar later verscheen het kookboek Les cuisines de Camille. In 2011 werd hij drager van de Franse onderscheiding Officier dans l'Ordre National du Mérite en in 2012 Officier in de Orde van Oranje Nassau. Sinds 2016 is hij lid van de raad van toezicht van het Nederlands Mijnmuseum. In 2017 ontving hij uit handen van gouverneur Theo Bovens de Provinciale Erepenning van de provincie Limburg.

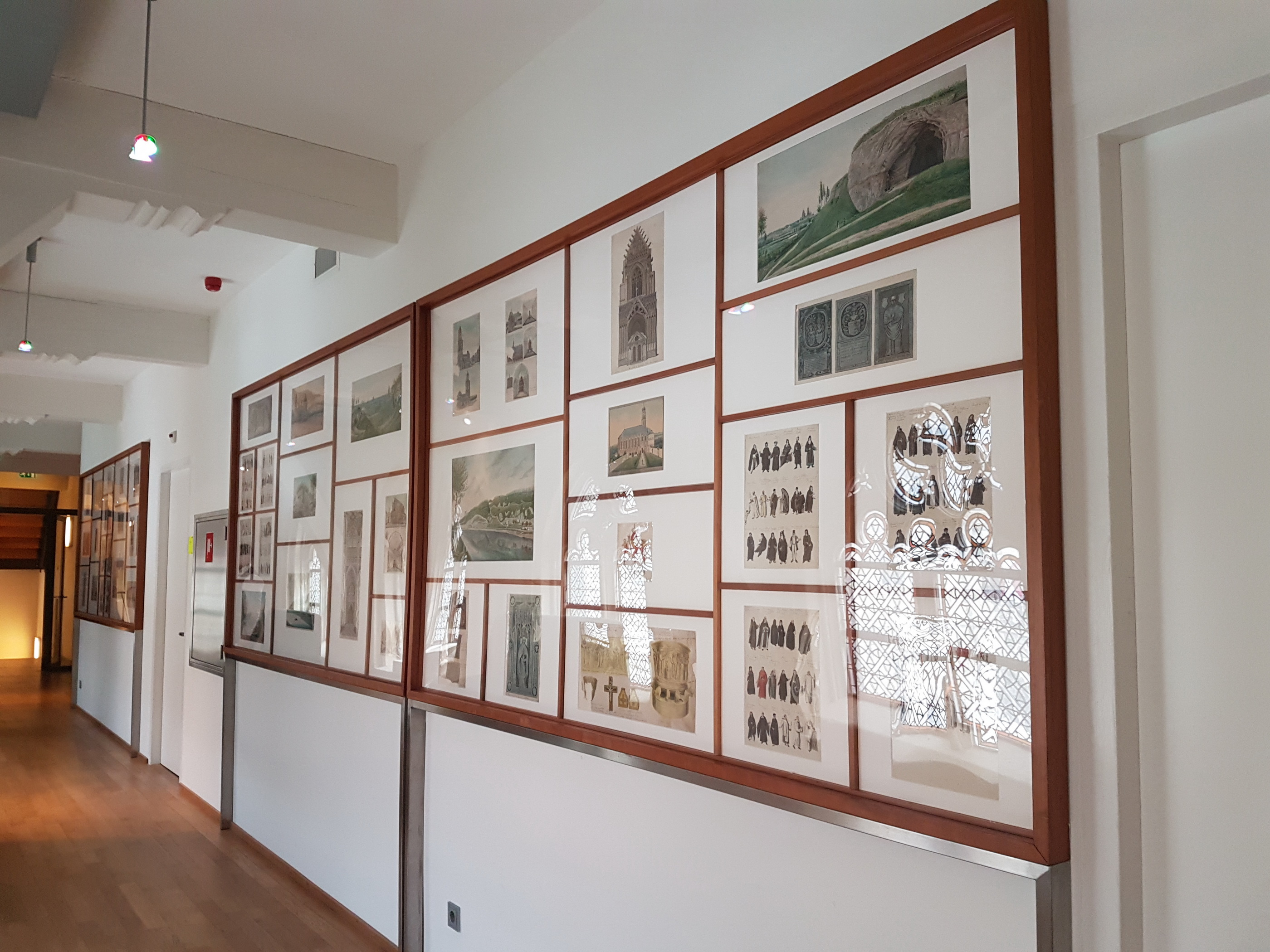
Collectie tekeningen en aquarellen Philippe van Gulpen in een kloostergang van het Kruisherenhotel

Naast de restauratie van diverse rijksmonumenten (en de aanleg van tuinen, boomgaarden en wijngaarden) ten behoeve van zijn eigen onderneming, was Oostwegel onder meer betrokken bij het herstel van het grafmonument van Pierre Cuypers in Roermond (2004-06), de restauratie van de Sint-Martinustoren in Maastricht (2004-06), de restauratie en herinrichting van het Museum aan het Vrijthof (van 1998-2014 als bestuurslid, van 2006-14 voorzitter), de herbouw van de Valkenburgse Geulpoort (2011) en de bescherming van ondergrondse mergelgroeven en schuilkapellen in Zuid-Limburg.
Als kunstliefhebber verstrekte Oostwegel kunstopdrachten aan onder anderen: Charles Eyck, Pieter d'Hont, Hans Truijen, Gèr Boosten, Leo Disch (OSB), Appie Drielsma, Alexander Taratynov, Ingo Maurer en Agnès Thurnauer. In de tuinen van Château Neercanne en Château St. Gerlach worden sinds 1997 jaarlijks beeldententoonstellingen gehouden. In 1998 organiseerde hij de expositie De terugkeer van de gouverneurs in het Bonnefantenmuseum, met elf levensgrote portretten van militaire gouverneurs van Maastricht, waarvan negen geschilderd door Johann Valentin Tischbein. Oostwegel initieerde diverse publicaties over kunst en cultuur, onder andere een monografie over de 19e-eeuwse Luikse schilder Paul-Joseph Carpay. In een van de kloostergangen van het Kruisherenhotel hangt een verzameling tekeningen en aquarellen van de 19e-eeuwse Maastrichtse amateurhistoricus en tekenaar Philippe van Gulpen, door Oostwegel in de loop der jaren samengebracht.

## Prijzen en onderscheidingen
- 2021: ridder in de Nationale Orde van het Legioen van Eer[8]
- 2022: Unternehmerpreis des Business Club Aachen Maastricht, Aken (laudator: Mathieu Segers).[8]